# Morienval
Morienval est une commune française située dans le département de l'Oise en région Hauts-de-France.
Morienval est conidéré comme l'un des plus beaux villages de la vallée de l'Automne.

## Géographie

### Localisation

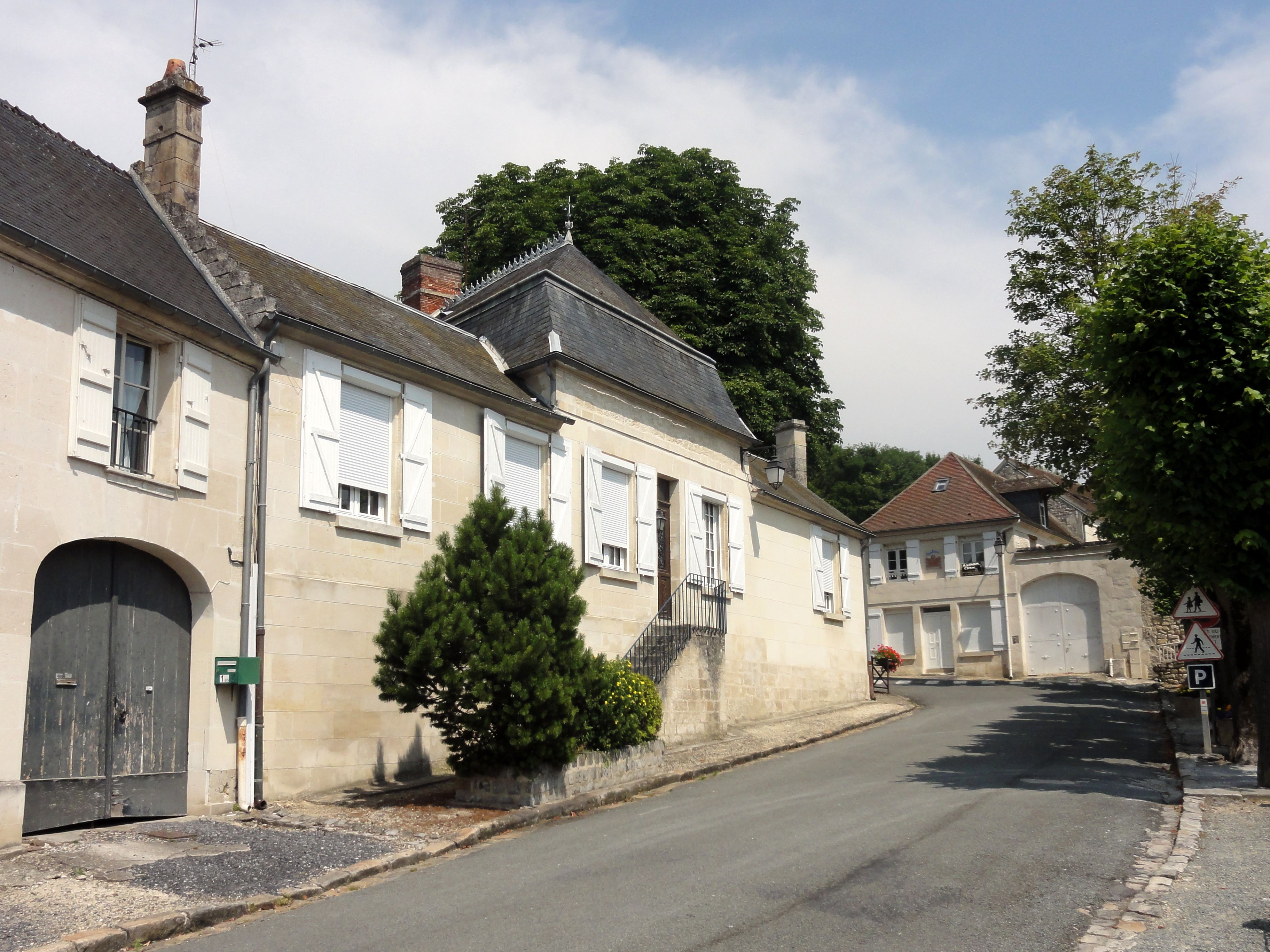
Ambiance du bourg : la rue de la Poste.

La commune est située sur la rive droite de la vallée de l'Automne au sud de la forêt de Compiègne. Située dans le Valois dans l'Oise, elle est limitrophe de l'Aisne.
Elle est située dans l'aire d'attraction de Paris, dans la zone d'emploi de Soissons et dans le bassin de vie de Crépy-en-Valois

### Communes limitrophes
Les communes limitrophes sont Haramont, Retheuil, Bonneuil-en-Valois, Feigneux, Fresnoy-la-Rivière, Gilocourt, Orrouy, Pierrefonds et Saint-Jean-aux-Bois.
| Orrouy    | Saint-Jean-aux-Bois | Pierrefonds        |
| Gilocourt | Morienval           | Retheuil (Aisne)   |
| Feigneux  | Fresnoy-la-Rivière  | Bonneuil-en-Valois |

### Géologie et relief
La superficie de la commune est de 25,74 km2 ; son altitude varie de 52  à   171 mètres. 
Le village s'accroche aux pentes de la brusque dépression d'un grand plateau calcaire.

### Hydrographie

#### Réseau hydrographique

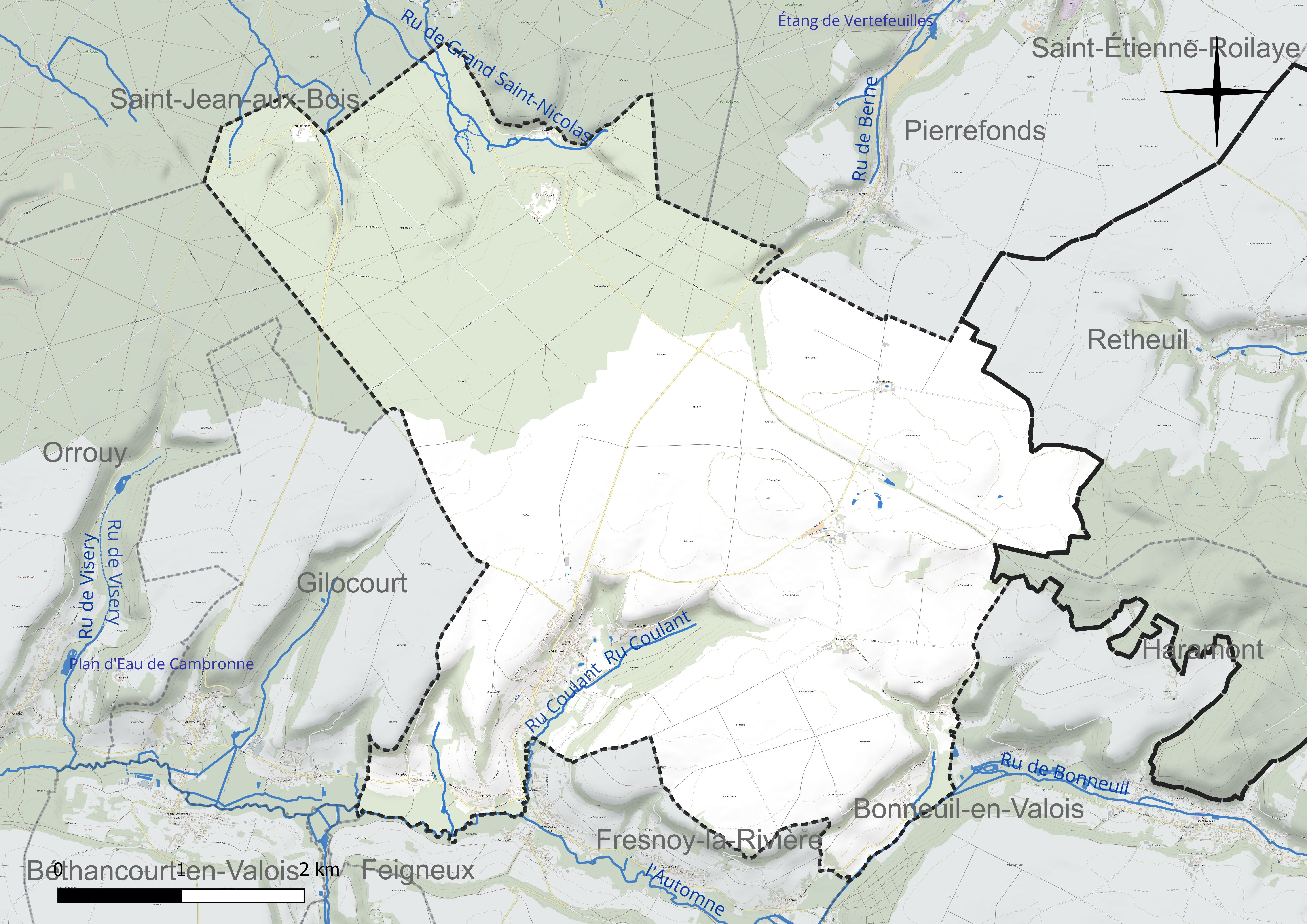
Réseau hydrographique de Morienval.

La commune est située dans le bassin Seine-Normandie. Elle est drainée par l'Automne, le ru de Bonneuil, le cours d'eau 01 de Rocquigny, le ru Coulant, le ru de Grand Saint-Nicolas, le ru de la Breviere, le ru de Saint-Nicolas et divers autres petits cours d'eau,.
L'Automne, d'une longueur de 34 km, prend sa source dans la commune de Villers-Cotterêts et se jette  dans l'Oise (rive gauche) à Longueil-Sainte-Marie, après avoir traversé 19 communes.

#### Gestion et qualité des eaux
Le territoire communal est couvert par le schéma d'aménagement et de gestion des eaux (SAGE) « Sensée ». Ce document de planification concerne un territoire de 287 km2 de superficie, délimité par le bassin versant de l'Automne. Le périmètre a été arrêté le 28 mai 1996 et le SAGE proprement dit a été approuvé le 16 décembre 2003 puis révisé le 10 mars 2016. La structure porteuse de l'élaboration et de la mise en œuvre est le syndicat d'aménagement et de gestion des eaux du Bassin Automne (S.A.G.E.B.A).
La qualité des cours d'eau peut être consultée sur un site dédié géré par les agences de l'eau et l'Agence française pour la biodiversité.

### Climat
Pour des articles plus généraux, voir Climat des Hauts-de-France et Climat de l'Oise.
En 2010, le climat de la commune est de type climat océanique dégradé des plaines du Centre et du Nord, selon une étude du CNRS s'appuyant sur une série de données couvrant la période 1971-2000. En 2020, Météo-France publie une typologie des climats de la France métropolitaine dans laquelle la commune est dans une zone de transition entre le climat océanique et le climat océanique altéré et est dans la région climatique Nord-est du bassin Parisien, caractérisée par un ensoleillement médiocre, une pluviométrie moyenne régulièrement répartie au cours de l'année et un hiver froid (3 °C).
Pour la période 1971-2000, la température annuelle moyenne est de 10,7 °C, avec une amplitude thermique annuelle de 15 °C. Le cumul annuel moyen de précipitations est de 736 mm, avec 11,9 jours de précipitations en janvier et 8,5 jours en juillet. Pour la période 1991-2020, la température moyenne annuelle observée sur la station météorologique la plus proche, située sur la commune de Margny-lès-Compiègne à 16 km à vol d'oiseau, est de 11,2 °C et le cumul annuel moyen de précipitations est de 633,5 mm,. Pour l'avenir, les paramètres climatiques de la commune estimés pour 2050 selon différents scénarios d'émission de gaz à effet de serre sont consultables sur un site dédié publié par Météo-France en novembre 2022.

## Urbanisme

### Typologie
Au 1er janvier 2024, Morienval est catégorisée bourg rural, selon la nouvelle grille communale de densité à sept niveaux définie par l'Insee en 2022.
Elle est située hors unité urbaine. Par ailleurs la commune fait partie de l'aire d'attraction de Paris, dont elle est une commune de la couronne,.

### Occupation des sols

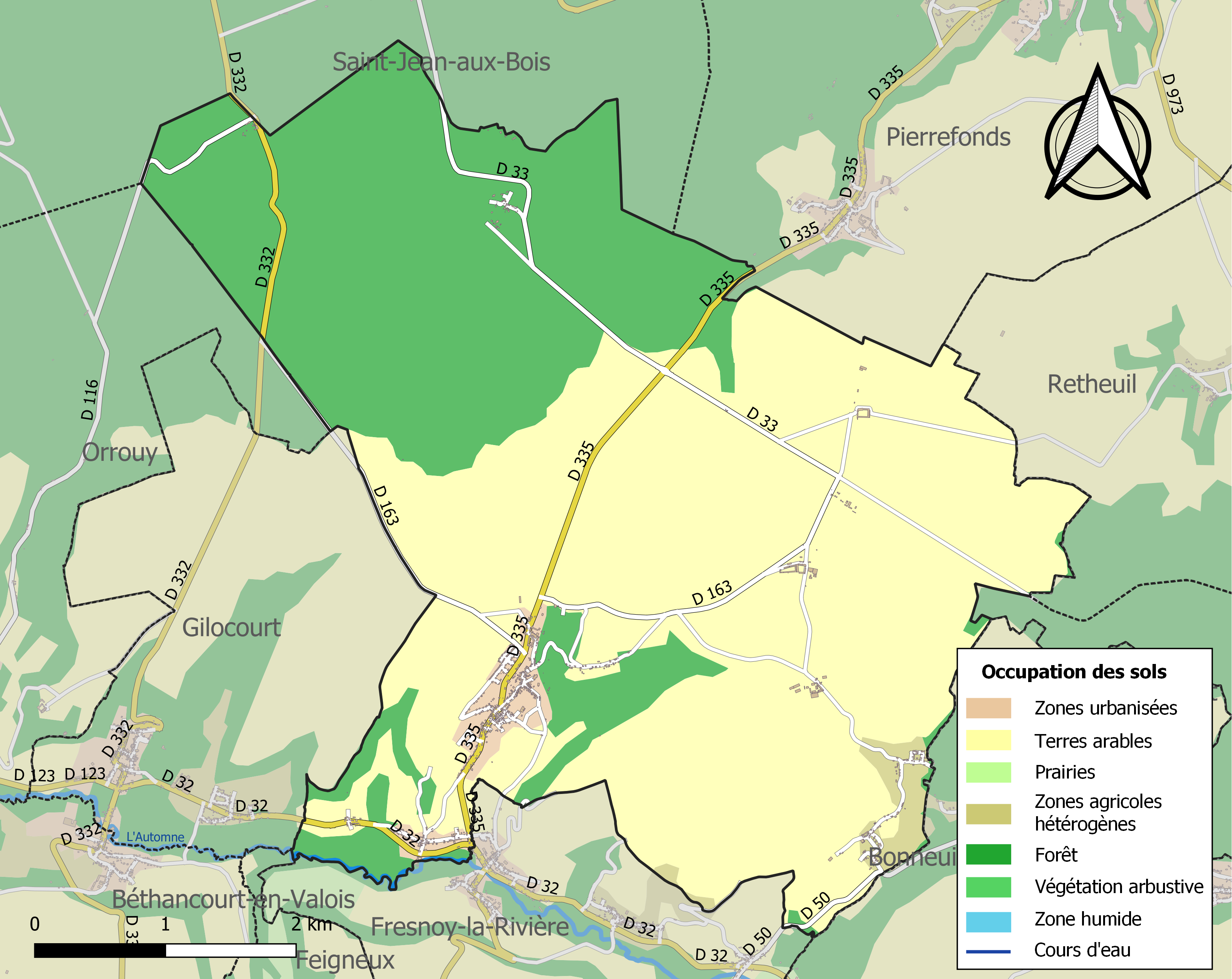
Carte des infrastructures et de l'occupation des sols de la commune en 2018 (CLC).

L'occupation des sols de la commune, telle qu'elle ressort de la base de données européenne d'occupation biophysique des sols Corine Land Cover (CLC), est marquée par l'importance des territoires agricoles (60 % en 2018), une proportion sensiblement équivalente à celle de 1990 (59,7 %). 
La répartition détaillée en 2018 est la suivante : terres arables (58,5 %), forêts (37,9 %), zones urbanisées (2,1 %), zones agricoles hétérogènes (1,4 %). 
L'évolution de l'occupation des sols de la commune et de ses infrastructures peut être observée sur les différentes représentations cartographiques du territoire : la carte de Cassini (XVIIIe siècle), la carte d'état-major (1820-1866) et les cartes ou photos aériennes de l'IGN pour la période actuelle (1950 à aujourd'hui).

### Lieux-dits, hameaux et écarts
La commune compte douze hameaux ou écarts, dont Fossemont, Brassoir, Élincourt

### Habitat et logement
En 2021, le nombre total de logements dans la commune était de 480, alors qu'il était de 465 en 2016 et de 439 en 2011. 
Parmi ces logements, 86,8 % étaient des résidences principales, 8,2 % des résidences secondaires et 5 % des logements vacants. Ces logements étaient pour 96,3 % d'entre eux des maisons individuelles et pour 3,7 % des appartements. 
Le tableau ci-dessous présente la typologie des logements à Morienval en 2021 en comparaison avec celle de l'Oise et de la France entière. Une caractéristique marquante du parc de logements est ainsi une proportion de résidences secondaires et logements occasionnels (8,2 %) supérieure à celle du département (2,4 %) mais inférieure à celle de la France entière (9,7 %). 
| Typologie                                               | Morienval | Oise | France entière |
| ------------------------------------------------------- | --------- | ---- | -------------- |
| Résidences principales (en %)                           | 86,8      | 90,5 | 82,2           |
| Résidences secondaires et logements occasionnels (en %) | 8,2       | 2,4  | 9,7            |
| Logements vacants (en %)                                | 5         | 7    | 8,1            |

### Voies de communication et transports
La commune est desservie, en 2023, par les lignes 656, 657 et 6446 du réseau interurbain de l'Oise.

### Risques naturels et technologiques
La commune est classée en zone de sismicité 1, correspondant à une sismicité très faible.

## Toponymie
Le nom de la localité est attesté sous les formes Mauriniana vallis, Mauriana vallis vers 570; Morgnevallis, Morgniennivallis, Moriomannis vallis, Morinianavallis au VIIe siècle et Morinorum valais (chartes mérovingiennes), Mornievallis en 1137; Mornienval en 1142; Morgnevallis en 1145, Morneval en 1179; Morgnivallis en 1207, Morienval en 1252,.
Il s'agit d'une formation toponymique médiévale en -val « val, vallon, vallée » précédée d'un élément qui parait être un toponyme antérieur, gallo-romain, en -anum (> -an), suffixe de propriété d'origine latine rare dans le domaine d'oïl, précédé du nom de personne latin Maurinius ou Maurenius. Le toponyme initial a été contracté en Maurianus-val, d'où Morien-val.
En ce qui concerne les hameaux ou lieux-dits :
- Pour Saint-Clément : Sanctus Clemens de Morgnevalle, Montagne-sur-Automne en 1794[25].
- Pour Rocquigny : Roquegnis 1194, Roquegny, Rochegnies[25].
- Pour Elincourt : Helincuria, Hélincourt[25].
- Pour Buy : Buxitum, Beinoleium, Bui, Buis[25].
- Pour Saint-Nicolas-de-Courson : Sanctus Nicolaus in Cuisia en 1163; Saint-Nicolas-au-bois; Saint-Nicolas-en-Cuise[25].

## Histoire

### Antiquité
Vicus gallo-romain de la Carrière-du-Roi, fouillé dans les années 1860 par Albert de Roucy. Les thermes y ont été découverts en 1868, accompagnés d'habitations et de caves en murs en pierres de taille très résistants avec niches et soupiraux.

### Moyen Âge
L'abbaye Notre-Dame de Morienval était autrefois un des plus puissants du Valois, il possédait plusieurs moulins, des bois et avait des droits en forêt de Compiègne. L'établissement avait à sa tête une abbesse nommée par le roi : c'était un monastère royal.[réf. nécessaire]
Au IXe siècle, on frappe de la monnaie au nom du village. Ce qui laisse penser qu'il y avait un marché.[réf. nécessaire]

### Époque contemporaine
La commune de Saint-Clément, entièrement enclavée dans la commune de Morienval, a été réunie à celle-ci par ordonnance royale du 31 mars 1825.
Morienval a été desservi par la ligne de Rethondes à La Ferté-Milon par Villers-Cotterêts (liaison Compiègne - Pierrefonds - La Ferté-Milon) de 1884 à 1966, mais le service voyageur a cessé dès 1940. La gare était située en plein champs et à plus de 3 km de la localité, près du hameau de Brassoir,,.

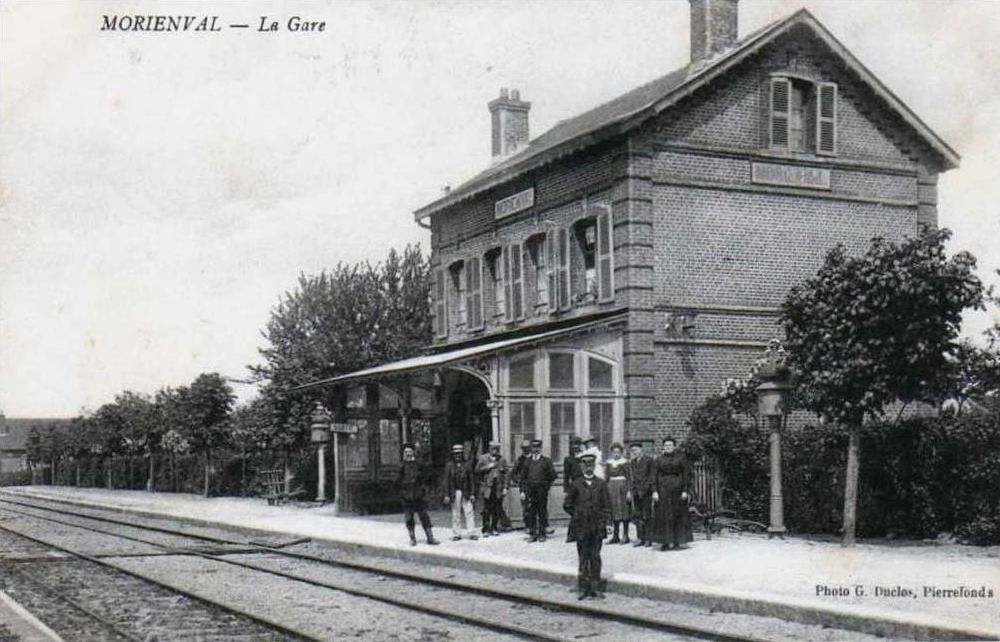
La gare au tout début du XXe siècle
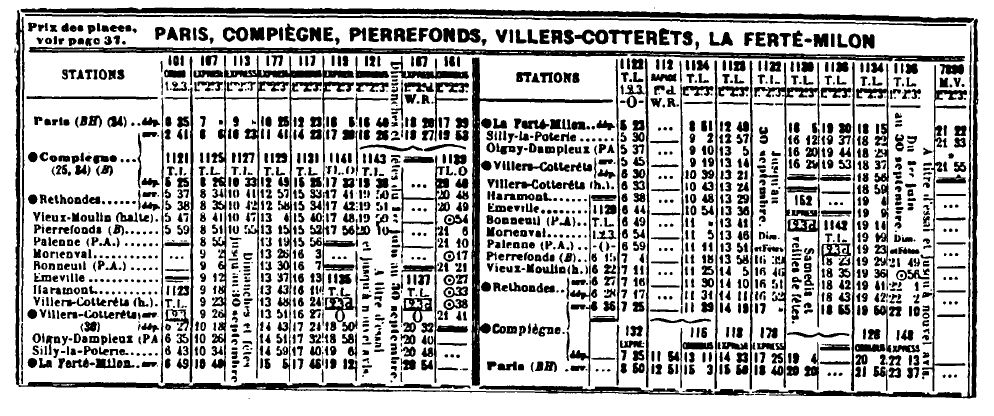
Horaires de la ligne en mai 1914.

## Politique et administration

### Rattachements administratifs et électoraux

#### Rattachements administratifs
La commune se trouve dans l'arrondissement de Senlis du département de l'Oise.
Elle faisait partie depuis 1801 du canton de Crépy-en-Valois. Dans le cadre du redécoupage cantonal de 2014 en France, cette circonscription administrative territoriale a disparu, et le canton n'est plus qu'une circonscription électorale.

#### Rattachements électoraux
Pour les élections départementales, la commune fait partie depuis 2014 d'un nouveau canton de Crépy-en-Valois
Pour l'élection des députés, elle fait partie de la cinquième circonscription de l'Oise.

### Intercommunalité
Morienval est membre de la communauté de communes du Pays de Valois, un établissement public de coopération intercommunale (EPCI) à fiscalité propre créé en 1996 et auquel la commune a transféré un certain nombre de ses compétences, dans les conditions déterminées par le code général des collectivités territoriales.

### Politique locale
En janvier 2022, le maire Hubert Briatte a été condamné par le tribunal correctionnel de Senlis à six mois de prison avec sursis, 15 000 euros d'amende et cinq années d'inéligibilité pour prise illégale d'intérêts et violation des principes du code des marchés publics, en ayant favorisé ses proches lors de marchés passés par la commune. L'élu proteste de son innocence et affirme « avoir fait les choses dans les règles » et fait donc appel de la condamnation, ce qui suspend  son effet,.
En juillet 2022, Hubert Briatte décide de démissionner de son poste de maire, mais reste conseiller municipal. Le 3 juillet 2022, une nouvelle élection a lieu au sein du conseil municipal, c'est sa première adjointe Dorothée Rulence qui lui succède à la tête de la mairie. En 2024, la condamnation d'Hubert Briatte est réduite par la cour d'appel à une simple amende.

### Liste des maires
| Période                                  | Période                       | Identité         | Étiquette | Qualité                                                                              |
| ---------------------------------------- | ----------------------------- | ---------------- | --------- | ------------------------------------------------------------------------------------ |
| Les données manquantes sont à compléter. |                               |                  |           |                                                                                      |
|                                          |                               |                  |           |                                                                                      |
| avant 1988                               | 1989                          | Pierre Rollet    |           |                                                                                      |
| 1989                                     | juillet 2022                  | Hubert Briatte,  | UMP → LR  | Chef d'entreprise du bâtiment Vice-président de la CCPV (2008 → 2020) Démissionnaire |
| juillet 2022                             | En cours (au 31 octobre 2024) | Dorothée Rulence |           | Cadre de la fonction publique                                                        |

## Équipements et services publics

### Enseignement
La commune dispose d'une école élémentaire.

## Population et société

### Démographie
Les habitants sont appelés les Morienvalois.

#### Évolution démographique
L'évolution du nombre d'habitants est connue à travers les recensements de la population effectués dans la commune depuis 1793. Pour les communes de moins de 10 000 habitants, une enquête de recensement portant sur toute la population est réalisée tous les cinq ans, les populations de référence des années intermédiaires étant quant à elles estimées par interpolation ou extrapolation. Pour la commune, le premier recensement exhaustif entrant dans le cadre du nouveau dispositif a été réalisé en 2007.

En 2022, la commune comptait 1 055 habitants, en évolution de −1,49 % par rapport à 2016 (Oise : +0,87 %, France hors Mayotte : +2,11 %).
| 1793 | 1800 | 1806 | 1821 | 1831 | 1836 | 1841 | 1846 | 1851 |
| ---- | ---- | ---- | ---- | ---- | ---- | ---- | ---- | ---- |
| 844  | 647  | 718  | 758  | 831  | 905  | 859  | 833  | 869  |

| 1856 | 1861 | 1866 | 1872 | 1876 | 1881 | 1886 | 1891 | 1896 |
| ---- | ---- | ---- | ---- | ---- | ---- | ---- | ---- | ---- |
| 866  | 950  | 974  | 975  | 975  | 996  | 906  | 888  | 903  |

| 1901 | 1906 | 1911 | 1921 | 1926 | 1931 | 1936 | 1946 | 1954 |
| ---- | ---- | ---- | ---- | ---- | ---- | ---- | ---- | ---- |
| 852  | 896  | 846  | 852  | 876  | 797  | 775  | 693  | 710  |

| 1962 | 1968 | 1975 | 1982 | 1990  | 1999  | 2006  | 2007  | 2012  |
| ---- | ---- | ---- | ---- | ----- | ----- | ----- | ----- | ----- |
| 673  | 606  | 742  | 921  | 1 040 | 1 048 | 1 038 | 1 037 | 1 008 |

| 2017  | 2022  | - | - | - | - | - | - | - |
| ----- | ----- | - | - | - | - | - | - | - |
| 1 078 | 1 055 | - | - | - | - | - | - | - |

#### Pyramide des âges
La population de la commune est relativement jeune.
En 2018, le taux de personnes d'un âge inférieur à 30 ans s'élève à 37,3 %, soit au-dessus de la moyenne départementale (37,3 %). À l'inverse, le taux de personnes d'âge supérieur à 60 ans est de 19,6 % la même année, alors qu'il est de 22,8 % au niveau départemental.
En 2018, la commune comptait 540 hommes pour 543 femmes, soit un taux de 50,14 % de femmes, légèrement inférieur au taux départemental (51,11 %).
Les pyramides des âges de la commune et du département s'établissent comme suit.
| Hommes | Classe d’âge | Femmes |
| ------ | ------------ | ------ |
| 0,0    | 90 ou +      | 0,6    |
| 4,1    | 75-89 ans    | 4,5    |
| 13,8   | 60-74 ans    | 16,2   |
| 23,7   | 45-59 ans    | 20,6   |
| 20,0   | 30-44 ans    | 21,8   |
| 15,2   | 15-29 ans    | 14,1   |
| 23,1   | 0-14 ans     | 22,3   |

| Hommes | Classe d’âge | Femmes |
| ------ | ------------ | ------ |
| 0,5    | 90 ou +      | 1,4    |
| 5,5    | 75-89 ans    | 7,6    |
| 15,6   | 60-74 ans    | 16,3   |
| 20,8   | 45-59 ans    | 20     |
| 19,4   | 30-44 ans    | 19,4   |
| 17,6   | 15-29 ans    | 16,2   |
| 20,6   | 0-14 ans     | 19,1   |

### Sports et loisirs
Le club de football de Morienval a fêté e, 2024 ses cinquante ans

## Culture locale et patrimoine

### Lieux et monuments
Morienval compte deux monuments historiques sur son territoire, dont l'un est situé en forêt de Compiègne et à cheval sur la commune voisine de Pierrefonds.
- Ancienne abbatiale / église Saint-Denis  Classée MH (1840, 1927, partiellement)[47],[48],[49]: 
Sa construction commence vers 920 et dure plus d'un siècle. Elle sert d'abord d'église à l'abbaye double Notre-Dame-de-Morienval fondée, selon la légende, par Dagobert Ier, et éteinte en 1744. 
Bien que les chapiteaux soient d'une sculpture grossière, les arcades du faux déambulatoire sont déjà en tiers-point, alors que le plein cintre sera encore utilisé bien postérieurement. Cette église est connue pour ses « trois clochers, deux cents cloches » (lire deux sans cloche). 
L'église de Morienval est parfois identifiée comme un des premiers exemples de la transition de l'architecture romane à l'architecture gothique (en particulier en raison de la présence de croisées d'ogives)[50]. 
Le logis abbatial et l'orangerie ont été transformées en lieu de réception, notamment pour des mariages[51].

- Ancien prieuré Saint-Nicolas de Courson  Classé MH (1905)[52], près de la RD 33 à la limite avec la commune de Pierrefonds

On peut également signaler, parmi ses vieilles rues et ses maisons anciennes  :
- La chapelle Saint-Anobert, bâtie en bordure des champs du plateau par Anne II de Foucault, abbesse de Notre-Dame de Morienval de 1596 à 1635. Elle est ouverte le 15 août, pour une procession relancée en 2012[53].

- Le manoir de Rocquigny (XVe siècle).

- Ancien lavoir[54].

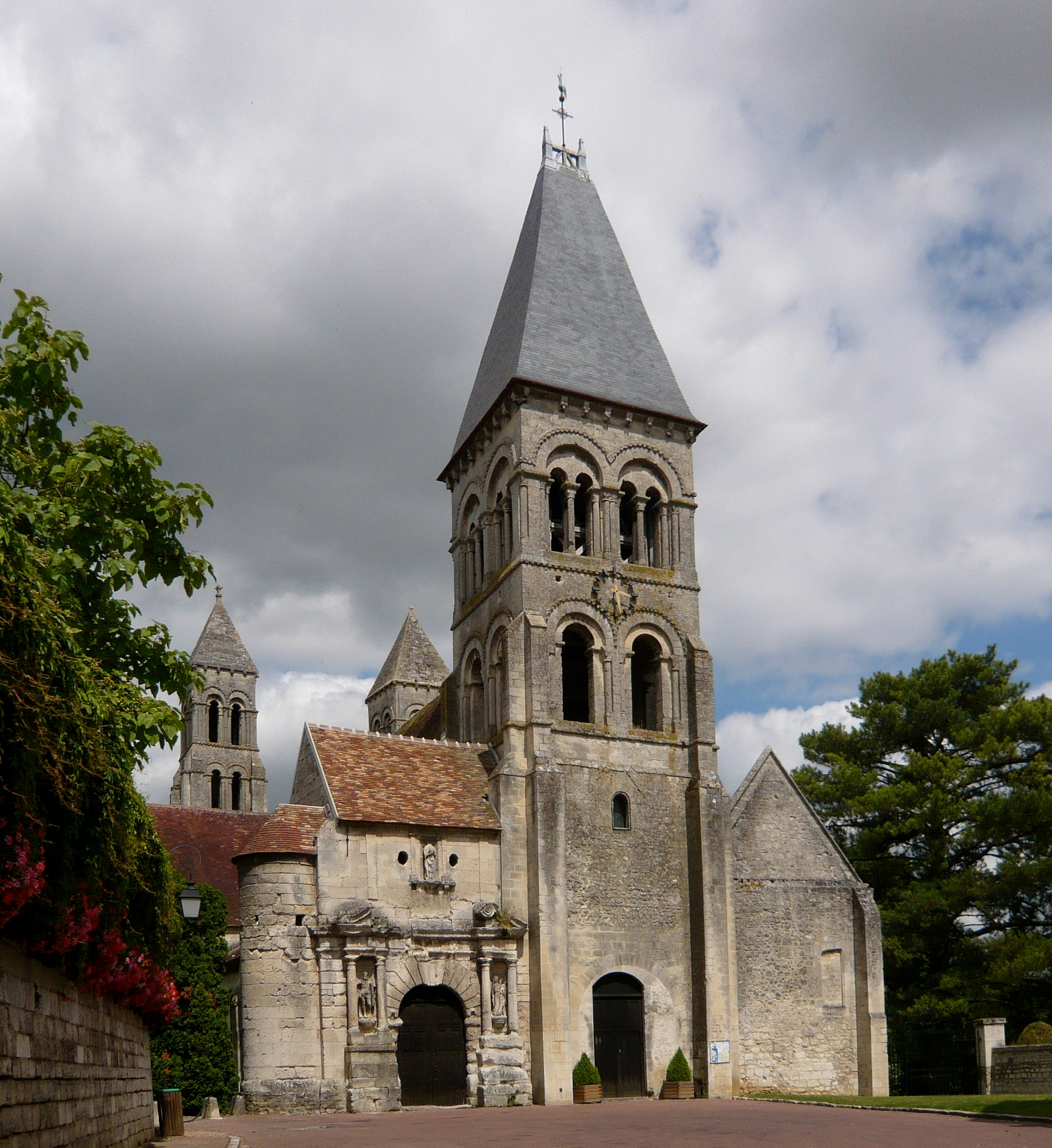
L'abbatiale Notre-Dame, façade occidentale.
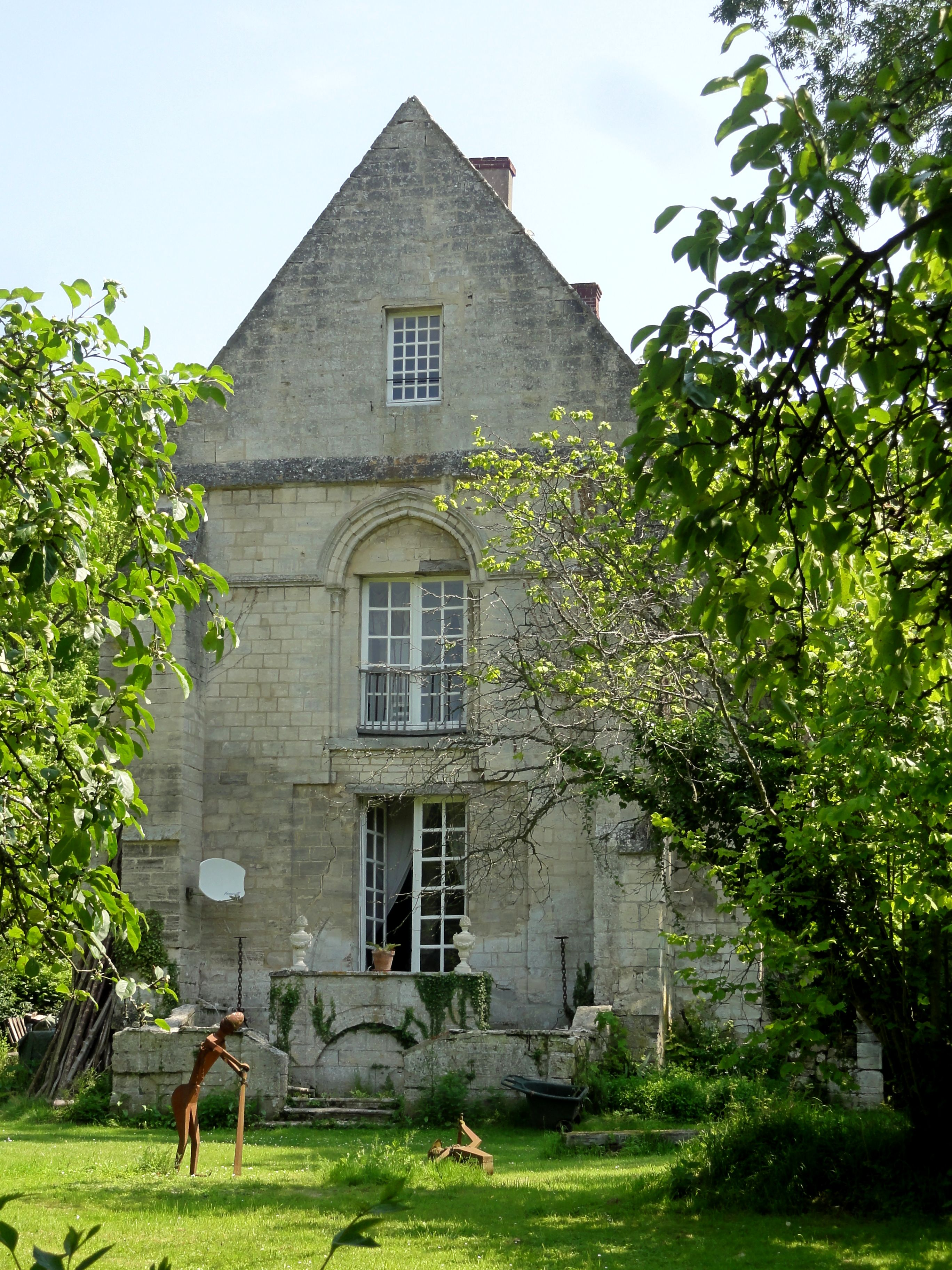
Prieuré Saint-Nicolas-de-Courson
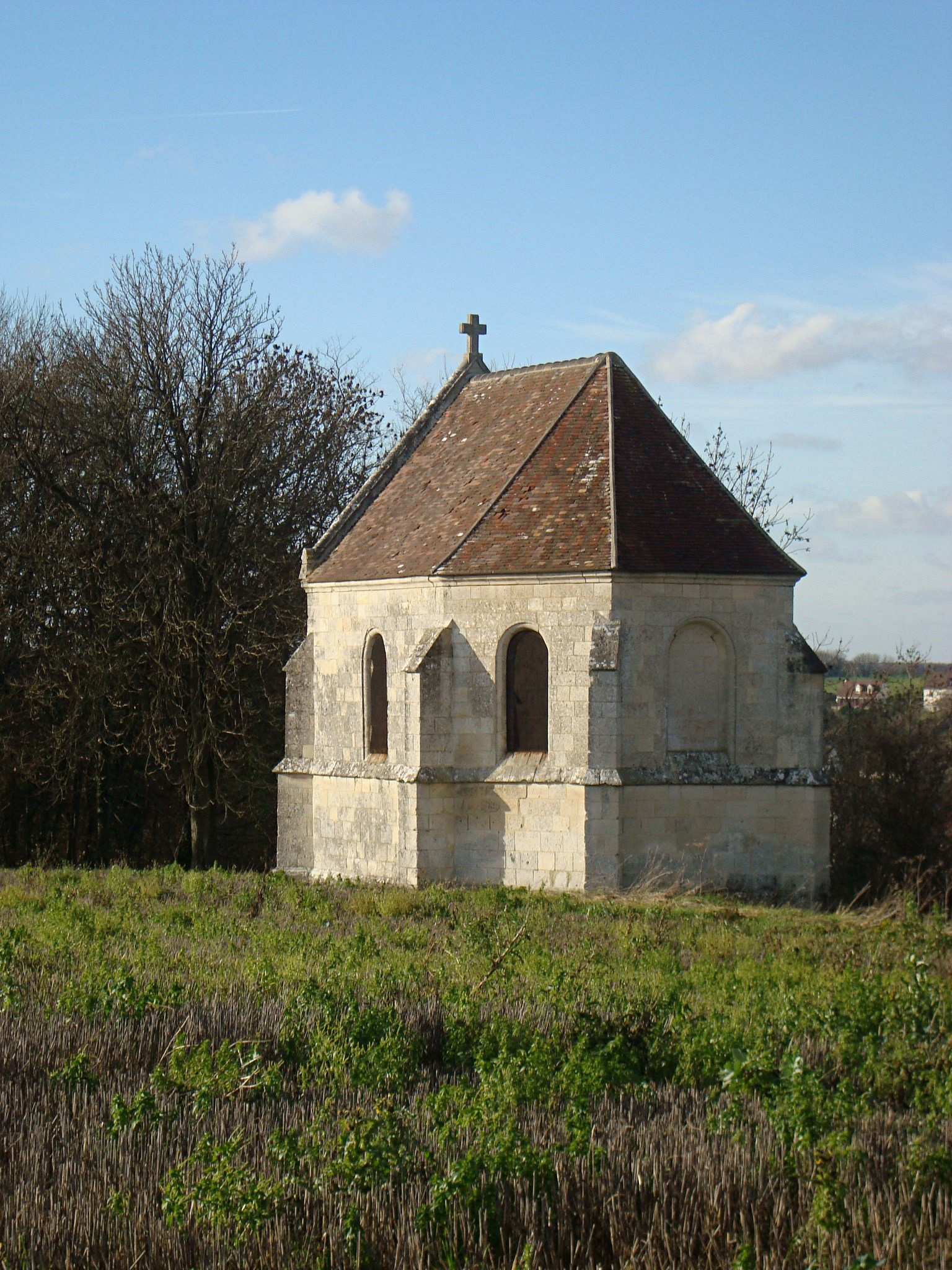
La chapelle Saint-Anobert.

### Personnalités liées à la commune
- Dominique Rocheteau (1955- ), footballeur international français et dirigeant sportif surnommé l'Ange vert, a habité la commune[46].

### Morienval dans les arts et la culture
Madame de Morienval fait partie des personnages inventés par Marcel Proust pour « À la recherche du temps perdu »
Les habitants de Morienval  ont participé au tournage du téléfilm Maigret à l'école (1971) avec Jean Richard. On y voit l'Abbaye Notre-Dame de Morienval.

## Pour approfondir